# Дорога класу GP (Польща)
Дорога класу GP — магістральна дорога прискореного руху — один із класів доріг загального користування відповідно до поділу, введеного Постановою Міністра транспорту та морського господарства про технічні умови, яким повинні відповідати дороги загального користування та їх розташування (Dz.U. z 2016 r. poz. 124). У просторіччі її часто називають швидкісною дорогою. Положення визначає, яким технічним та експлуатаційним вимогам має відповідати дорога такого класу. Ці вимоги залежать від проєктної швидкості для даної дороги. Для класу GP дозволено дві розрахункові швидкості в межах населеного пункту: 60 і 70 км/год і чотири розрахункові швидкості поза населеним пунктом: 60, 70, 80 і 100 км/год. Дороги класу GP можуть належати до категорії національних доріг або, як виняток, до воєводських доріг.
| Розрахункова швидкість [км/год]                                                         | Розрахункова швидкість [км/год]                                                         | Розрахункова швидкість [км/год]                                                         | 60       | 70       | 80       | 100      |
| --------------------------------------------------------------------------------------- | --------------------------------------------------------------------------------------- | --------------------------------------------------------------------------------------- | -------- | -------- | -------- | -------- |
| Найменша ширина дороги в лініях розмежування [м]                                        | одна проїзна частина                                                                    | 2 смуги                                                                                 | тридцять | тридцять | -        | -        |
| Найменша ширина дороги в лініях розмежування [м]                                        | подвійна проїзна дорога                                                                 | 4 смуги                                                                                 | 40       | 40       | -        | -        |
| Найменша ширина дороги в лініях розмежування [м]                                        | подвійна проїзна дорога                                                                 | 6 смуг                                                                                  | 50       | 50       | -        | -        |
| Найменша ширина дороги в лініях розмежування за межами площа забудови [м]               | одна проїзна частина                                                                    | 2 смуги                                                                                 | 25       | 25       | 25       | 25       |
| Найменша ширина дороги в лініях розмежування за межами площа забудови [м]               | подвійна проїзна дорога                                                                 | 4 смуги                                                                                 | 35       | 35       | 35       | 35       |
| Найменша ширина дороги в лініях розмежування за межами площа забудови [м]               | подвійна проїзна дорога                                                                 | 6 смуг                                                                                  | 45       | 45       | 45       | 45       |
| Ширина смуги [м]                                                                        | в районі забудови                                                                       | в районі забудови                                                                       | 3.5      | 3.5      | -        | -        |
| Ширина смуги [м]                                                                        | поза територією забудови                                                                | поза територією забудови                                                                | 3.5      | 3.5      | 3.5      | 3.5      |
| Мінімальні відстані між перехрестя [м]                                                  | в районі забудови                                                                       | в районі забудови                                                                       | 1000     | 1000     | -        | -        |
| Мінімальні відстані між перехрестя [м]                                                  | поза територією забудови                                                                | поза територією забудови                                                                | 2000 рік | 2000 рік | 2000 рік | 2000 рік |
| Найбільша довжина прямої ділянки [м]                                                    | Найбільша довжина прямої ділянки [м]                                                    | Найбільша довжина прямої ділянки [м]                                                    | 1000     | 1200     | 1500     | 2000 рік |
| Найкоротша довжина прямої між криволінійні ділянки з однаковим напрямком повернення [м] | Найкоротша довжина прямої між криволінійні ділянки з однаковим напрямком повернення [м] | Найкоротша довжина прямої між криволінійні ділянки з однаковим напрямком повернення [м] | 250      | 300      | 350      | 400      |
| Ширина борту [м]                                                                        | Ширина борту [м]                                                                        | Ширина борту [м]                                                                        | 1.5      | 1.5      | 1.5      | 1.5      |
| Ширина бруківки [м]                                                                     | Ширина бруківки [м]                                                                     | Ширина бруківки [м]                                                                     | 2.0      | 2.0      | 2.0      | 2.0      |
| Мінімальна відстань між тротуаром і краєм дороги [м]                                    | Мінімальна відстань між тротуаром і краєм дороги [м]                                    | Мінімальна відстань між тротуаром і краєм дороги [м]                                    | 5.0      | 5.0      | 5.0      | 5.0      |
| Мінімальна висота просвіту [м]                                                          | Мінімальна висота просвіту [м]                                                          | Мінімальна висота просвіту [м]                                                          | 4.7      | 4.7      | 4.7      | 4.7      |